# Baigneurs à la fin du jour
Baigneurs à la fin du jour est un tableau réalisé par le peintre français Pierre Bonnard vers 1945. Cette huile sur toile représente des baigneurs dans la mer en fin de journée, l'artiste les figurant par une douzaine de taches en jaune et orange plus ou moins groupées dans le quart inférieur gauche de la composition. Acquise en 2018, l'œuvre fait partie des collections du musée Bonnard, au Cannet, dans les Alpes-Maritimes.